# Криштопівське
Криштопівське — селище в Україні, у Дашівській селищній громаді Гайсинського району Вінницької області. Розташоване за 40 км на південний схід від міста Іллінці. Населення становить 144 особи.

## Історія
12 червня 2020 року, відповідно розпорядження Кабінету Міністрів України № 707-р «Про визначення адміністративних центрів та затвердження територій територіальних громад Вінницької області», селище увійшло до складу Дашівської міської громади.
19 липня 2020 року, в результаті адміністративно-територіальної реформи і ліквідації Іллінецького району, селище увійшло до складу Гайсинського району.

## Населення

### Мова
Розподіл населення за рідною мовою за даними перепису 2001 року:
| Мова       | Кількість | Відсоток |
| ---------- | --------- | -------- |
| українська | 140       | 97.22%   |
| російська  | 4         | 2.78%    |
| Усього     | 144       | 100%     |

## Пам'ятки
На околицях селища на території Ситковецького лісництва розташована ботанічна пам'ятка природи місцевого значення Ситковецька горішина.

## Галерея

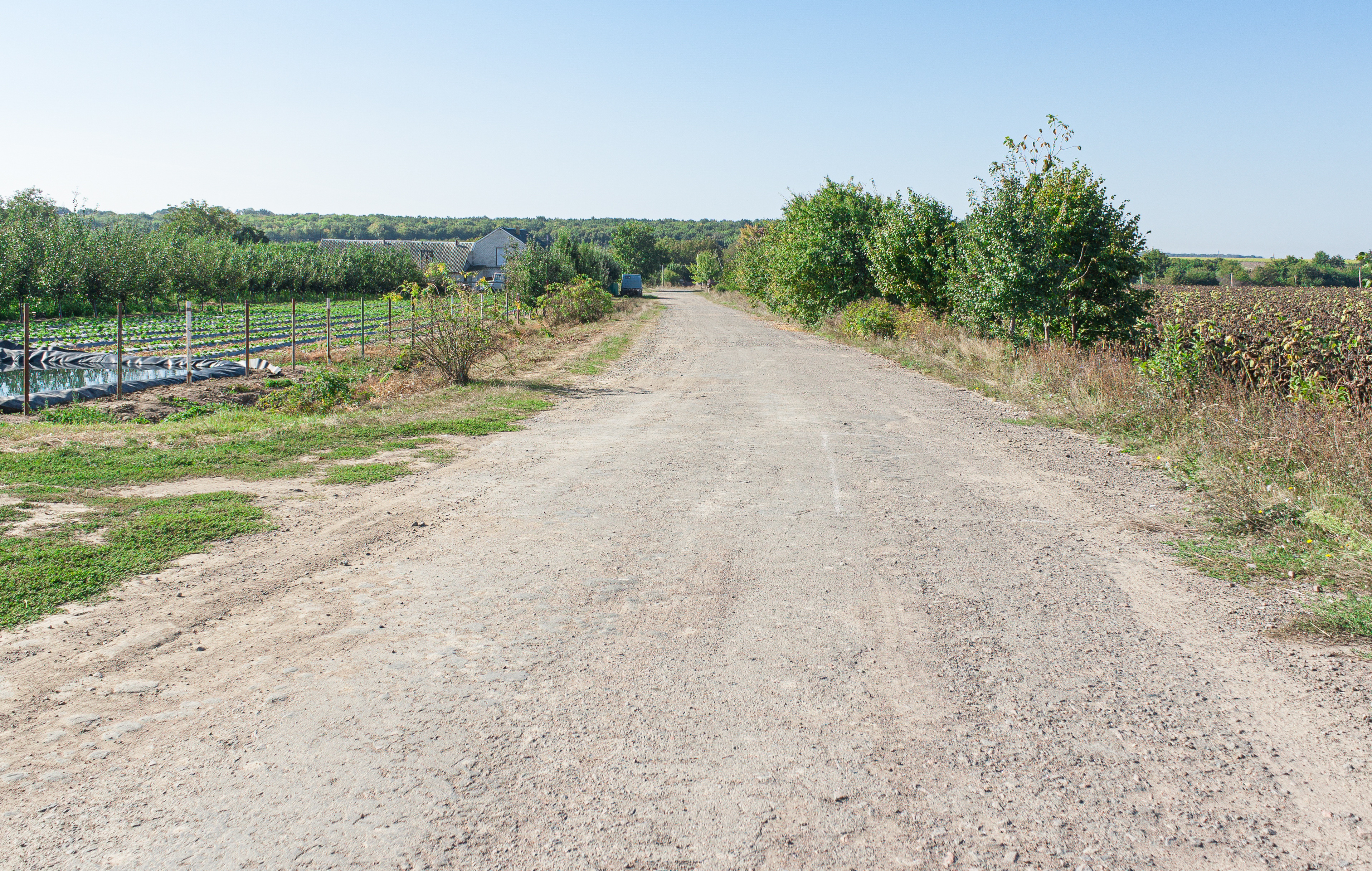
В'їзд у село
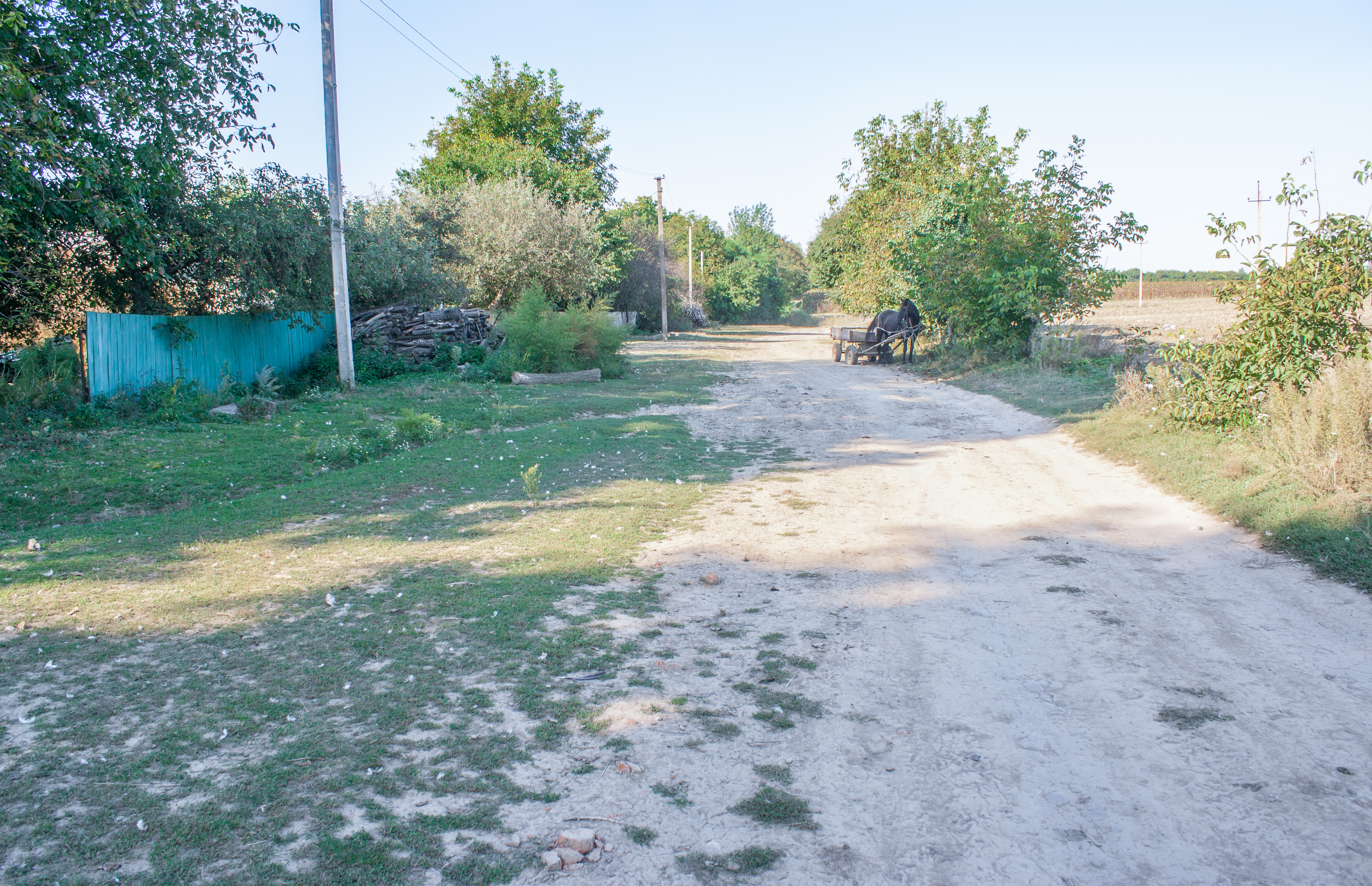
Вулиця